# Jonathan Dove
Jonathan Dove (18 juli 1959) is een Brits componist van opera-, koor-, theater-, orkest- en kamermuziek.

## Biografische schets
Jonathan Dove werd geboren in Londen als zoon van een architectenechtpaar. Hij studeerde compositie bij Robin Holloway aan de Universiteit van Cambridge. Na zijn afstuderen werkte hij onder andere als correpetitor bij het Glyndebourne Opera Festival, waar hij zijn eerste compositieopdracht kreeg. Van 2001 tot 2006 was hij artistiek leider van het Spitalfields Festival in Londen.
Dove arrangeerde een aantal opera's voor de English Touring Opera en de City of Birmingham Touring Opera (nu Birmingham Opera Company geheten). Voor dit laatste gezelschap maakte hij in 1990 een bewerking van Wagners Der Ring des Nibelungen voor 18 spelers. Deze productie was in 2012 onder de titel Ringetje te zien bij De Nederlandse Opera. Eerder was Dove in Nederland te horen met de opera Kwasi en Kwame met een libretto van Arthur Japin, die op 26 oktober 2007 in de Rotterdamse Schouwburg in première ging.
Jonathan Dove is sinds 2019 commandeur van de Orde van het Britse Rijk en mag sindsdien de letters CBE achter zijn naam voeren.

## Oeuvre (incompleet)

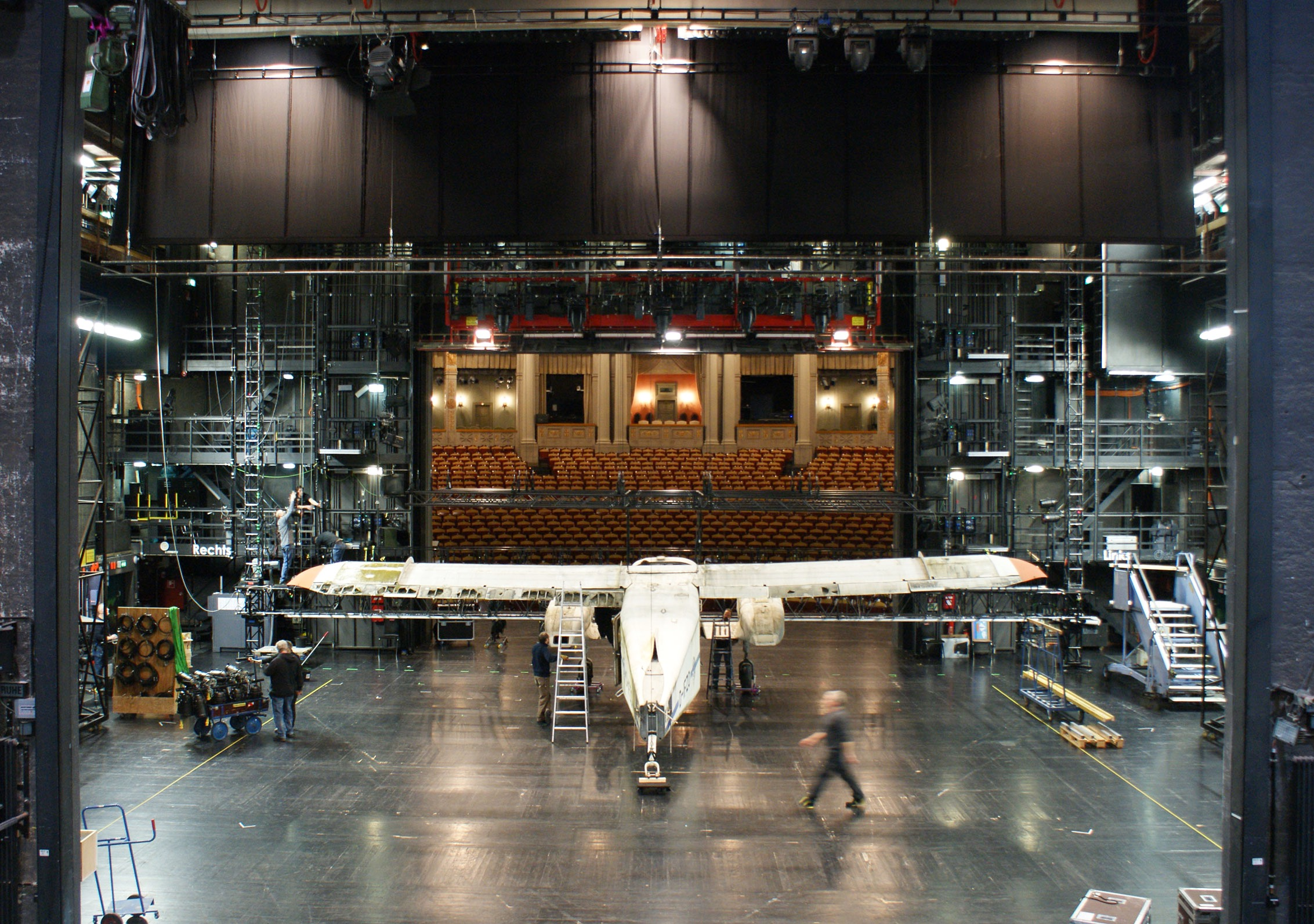
Flight, een opera uit 1998, backstage in het Prinzregententheater in München in 2017

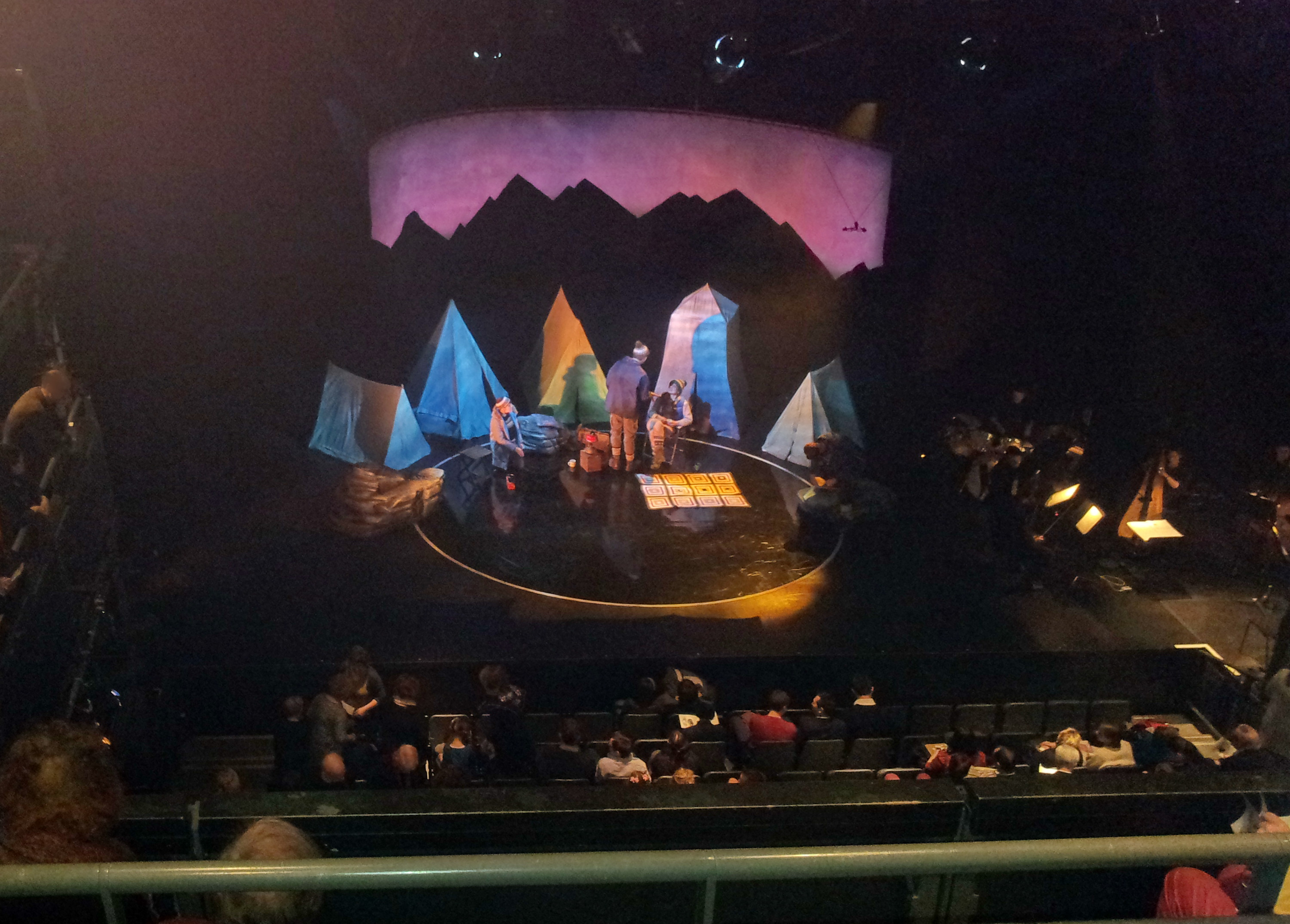
Swanhunter, een familieopera uit 2009, tijdens een reprise in het Linbury Studio Theatre (ROH) in Londen in 2015

### Opera's
- Der Ring des Nibelungen (Nederlandse versie: Ringetje), opera-adaptatie, 1990
- Hastings Spring, 'community'-opera, 1990
- Pig, kameropera, 1992
- Siren Song, opera, 1994
- Flight, in opdracht van Glyndebourne, 1998
- Tobias and the Angel, geestelijke opera, naar een libretto van David Lan, 1999
- The Palace in the Sky, 'community'-opera, 2000
- L'altra Euridice, 2002
- When She Died... (Death of a Princess), televisieopera, ter gelegenheid van de vijfde sterfdag van Prinses Diana, 2002
- Man on the Moon, televisieopera, over Buzz Aldrin, de tweede man op de man, en het effect dat die ervaring had op hem en zijn huwelijk, 2006
- Hear Our Voice, 'community'-opera, samen met Matthew King, libretto van Tertia Sefton-Green, 2006
- The Enchanted Pig, libretto van Alasdair Middleton, première in Young Vic en tournee, 2006
- The Adventures of Pinocchio, libretto van Alasdair Middleton, in opdracht van Opera North en Sadler's Wells Theatre, première in het Grand Theatre Leeds, 2007, daarna onder andere in Saint Paul (Minnesota)
- Kwasi & Kwame, de zwarte met het witte hart, opera-adaptatie van het boek van Arthur Japin, in 2007-'08 te zien bij het Onafhankelijk Toneel in diverse theaters in Nederland.
- Swanhunter, kameropera, in opdracht van Opera North, 2009
- Mansfield Park, opera gebaseerd op de roman Mansfield Park van Jane Austen, 2011
- Life is a Dream, 2012
- The Day After, opera gebaseerd op de mythe van Phaëton, 2015 in Fort Rijnauwen door Holland Opera

### Andere werken
- Ecce Beatam Lucem, gecomponeerd voor Ralph Allwood en de Eton College-koorcursus van 1997[3]
- The Passing of the Year, liederencyclus voor dubbelkoor en piano, 2000
- The Magic Flute Dances, fluitconcert, 2000
- Stargazer, tromboneconcert, geschreven voor Ian Bousfield
- Köthener Messe, voor koor en kamerensemble
- Out of Winter, liederencyclus
- Seek Him that maketh the Seven Stars
- His Dark Materials Part I & II, toneelmuziek, 2003
- On Spital Fields, 'community'-cantate, 2005
- Hojoki - "An Account of my Hut", voor countertenor en orkest
- I am the day, geestelijke koormuziek voor vierstemming gemengd koor
- Airport Scenes, orkestsuite uit de luchthaven-komische opera Flight, première door het orkest van de University of Warwick op 7 maart 2006
- There Was a Child, oratorium voor sopraan, tenor en kinderkoor, 2009